# 城中街道 (金华市)
城中街道，中国浙江省金华市婺城区下辖的一个街道，地处金华江北老城区，东起胜利街，西至八一北街东侧，南临婺江，北靠沪昆铁路，总面积1.43平方公里。街道户籍人口3.4万，外来人口2.1万人，总人口5.5万人。
城中街道始建于1977年，当时名为金华县城关镇城中街道办事处，下设府上街、明月楼、四牌楼、后街、杨思岭、清波门、西市街等13个居委会，1985年1月改为现名婺城区城中街道办事处。1992年城郊乡撤销，原城郊乡环城村委会并入城中街道。1999年，调整为15个居委会。2000年，环城村撤销村建制。2001年12月，新华街、通济街、铁岭头、四眼井、雅堂街、解放门、解放路7个居委会撤销。2010年12月，又将原来的8个社区重新区划调整合并为杨思岭、明月楼、西市街3个社区。

## 辖区
该街道辖有：
杨思岭社区、明月楼社区和西市街社区。